# Ugrinići
Ugrinići ili Ugrinovići (lat. Vgrinich de Rog de genere Subich, Wgrinovich, Vgrinich de genere Subichiorum de Rog, Wgrinowich de Rogh, Ugrinowitsch i Wgrinowyth), hrvatska velikaška obitelj, odvjetak knezova Bribirskih iz roda Šubića. Utemeljitelj obitelji je bribirski knez Ugrin († oko 1333.), sin kneza Vukeše, praunuka bribirskog župana Grgura I. († iza 1234.).
Obiteljsko im je sjedište od sredine 14. stoljeća bilo u utvrđenom gradu Rogu koji je bio smješten na desnoj obali rijeke Krke.
U sukobu kralja Ludovika I. (1342. – 1382.) i kneginje Vladislave Nelipić, Ugrinov sin, knez Budislav I. Ugrinić (spomen 1345. – 1375.) stao je na stranu hrvatsko-ugarskog kralja, našto mu je ovaj kao nagradu za vjernost 16. travnja 1345. potvrdio vlasništvo nad bribirskom utvrdom Rog i otočićem Visovcem.
Knez Budislav imao je četiri sina: Juru (spomen 1356. – 1397.), Nikolu († 1388.), Vida (1356. – 1388.) i Grgura VI. (spomen 1388.). U 15. stoljeću spominju se potomci kneza Jurja, Ivan Ugrinić i njegov sin Stjepan. Upadi osmanskih osvajača krajem 15. i početkom 16. stoljeća nisu se osobito osjetili na posjedima velikaške obitelji Ugrinića i njihova utvrđenog grada Roga. Međutim, padom Knina i Skradina pod osmanlijsku vlast 1522. godine, članovi obitelji Ugrinić (Vid, Ivan i Šimun) bili su prisiljeni napustiti svoju djedovinu i rezidencijalni posjed zbog čega osiromašuju i gube prijašnji visoki društveni položaj.
Istaknuti predstavnici roda početkom 16. stoljeća, braća Vid (†1551.), Ivan (†1569.) i Šimun (†o.1530.) aktivno se uključuju u vojnu obranu Hrvatske iz središta Bihać, Jajce i Senj u nadi da će za vojne zasluge dobiti nove posjede. Vid Ugrinović je bio jedan od zapovjednika kraljevskih konjaničkih postrojbi Pounja, a braća Šimun i Ivan bili su u konjaničkim postrojbama tadašnjeg jajačkog bana Petra Keglevića, dok je njihov rođak Petar Ugrinović bio uz Ivana Gusića vicekapetan Senja. Godine 1526. dobivaju vlastelinstvo Ustilonja, ali ga zbog nezaustavljivog prodora Turaka moraju desetak godina kasnije napustiti.
Nakon pogiblje Šimuna Ugrinića, Ivan se oženio plemkinjom Helenom, jedinicom Nikole Vagatinovića te preuzeo obranu punčeve kurije i vlastelinstva Miholje u Pokuplju, koje je bilo neposredno ugroženo turskom opasnošću. Ivanov brat Vid oženio se, 30-ih godina 16. stoljeća, Margaretom, sestrom svoga ratnog druga Tome Mišljenovića, nekadašnjeg vlasnika grada Kamičca na Krki. Godine 1541. Vid je uzeo u zakup vlastelinstvo Toplica-Vinarje u okolici grada Ptuja u Štajerskoj. No tu se nije uspio zadržati pa je 1547. godine dobio od kralja Ferdinanda I. (1526. – 1564.) na korištenje posjed Csisco na području vlastelinstva Komorn u Ugarskoj. Budući da je Vid umro za boravka u osmanskoj Slavoniji 1551. godine, njegova udovica i maloljetna djeca izgubila su pravo na uživanje posjeda, pa su se nakon 1555. godine preselili u Pokuplje na posjed Vidova brata Ivana Ugrinića.
Ivan Ugrinić (Ugrinović) umro je 1569. godine te je Miholje podjeljeno između njegovih sinova Stjepana i Jurja (†1574.) te Vidova sina Nikole. Nikola je uspio izgraditi vojnu karijeru, ispočetka kao familiar banovca Gašpara Alapića, a potom kao kapetan konjaništva Slavonske vojne krajine imajući pod zapovjedništvom 18 vlastelina uključujući Mišljenoviće, Bojničiće, Babonosiće, Tumpiće i Vojkoviće).
Godine 1586. Nikola se iseljava sa ženom Barbarom iz plemenite turopoljske obitelji Imprića i obitelj iz Hrvatske u gornju Ugarsku u županiju Lipto, gdje je dobio vlastelinstvo u zamjenu za neisplaćenih 1500 zlatnih florena, a na preporuku moćnog kaločkog nadbiskupa i kardinala Jurja Draškovića (1525. – 1587.), dok je svoje posjede u Miholju prepustio Katarini, udovici rođaka Stjepana. Nova imanja Tepla i Radosfalva osigurala su opstanak i sigurnost obitelji Ugrinović u novim krajevima. Nikolini sinovi Vid, Ivan i Toma javljaju se sve češće pod prezimenom Horvat. Ondje se članovi obitelji Ugrinović-Horvat integrirali u novu sredinu kao članovi nižeg plemstva, a spominju se još i u 17. stoljeću kao stabilna plemićka obitelj.

## Vanjske poveznice
- Ugrinići Hrvatska enciklopedija, pristupljeno 7.3.2016. (hrv.)
- Ugrinovići od Roga (hrv.)
- Godišnjak njemačke zajednice  Arhivirana inačica izvorne stranice od 26. veljače 2014. (Wayback Machine) (njem.)